# 바레라 데 아모르
《바레라 데 아모르》(스페인어: Barrera de amor)은 2005년 방영된 멕시코의 텔레노벨라이다.